# Kabinett David Ben-Gurion IV

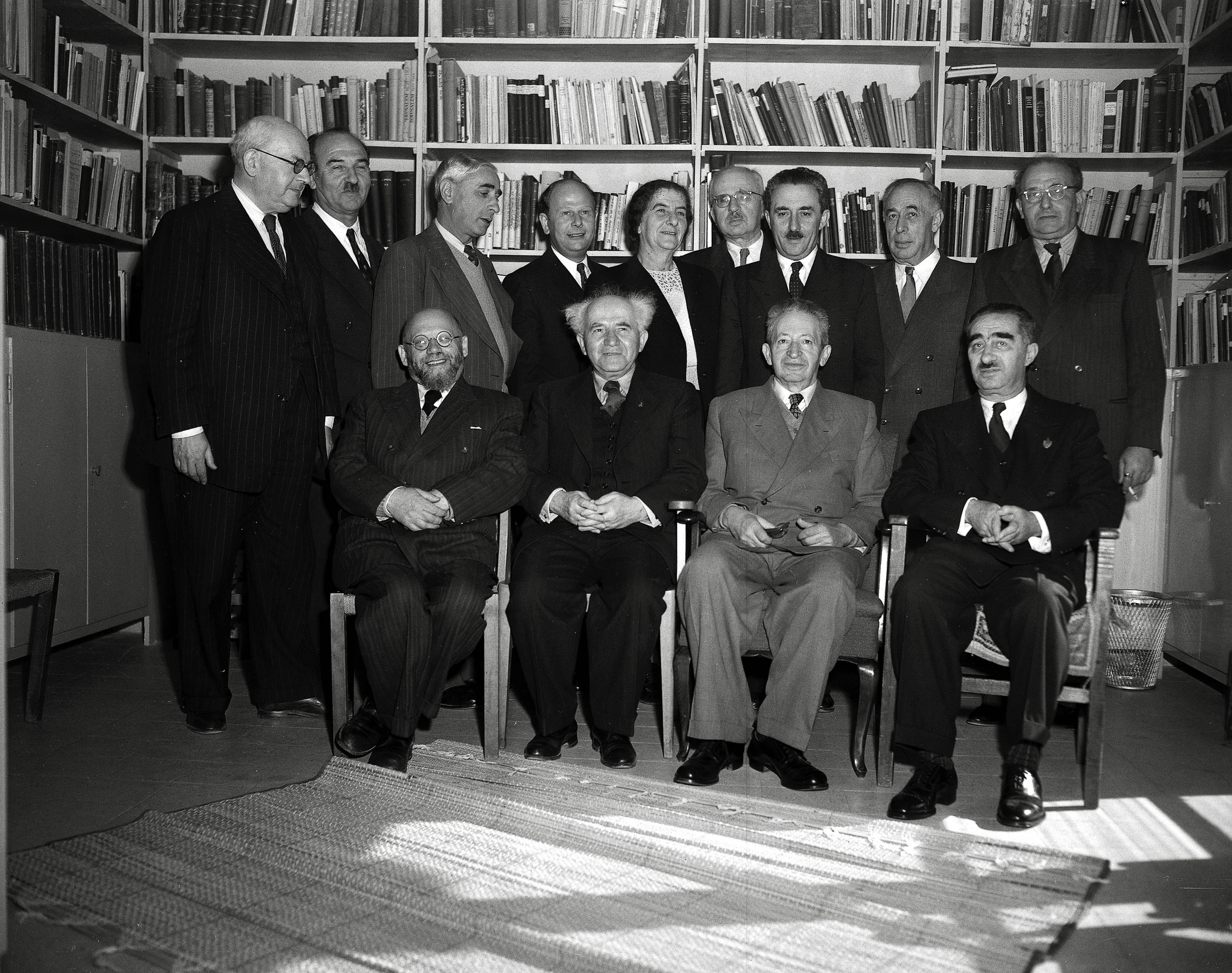
24. Dezember 1952: Die Minister der vierten Regierung unter David Ben-Gurion mit dem Staatspräsidenten. Sitzend von links nach rechts: Ben-Zion Dinur, David Ben-Gurion, Staatspräsidend Jizchak Ben Zwi, Dov Yosef. Stehend von links nach rechts: Fritz Naphtali, Levi Eschkol, Pinchas Lawon, Josef Serlin, Golda Meir, Pinchas Rosen, Mosche Scharet, Jisra’el Rokach und Peretz Bernstein.

Das Kabinett David Ben-Gurion IV (hebräisch ממשלת ישראל הרביעית) wurde unter der Führung von David Ben-Gurion am 24. Dezember 1952 gebildet. Es war die zweite Koalitionsregierung während der Legislaturperiode der Zweiten Knesset.
Die Koalitionsregierung bestand aus Mitgliedern der Parteien: Mifleget Poalei Eretz Israel, HaPo’el haMisrachi, Geistiges Zentrum, Allgemeine Zionisten, Progressive Partei und den drei arabische Israelis vertretende Parteien: Reschima Demokratit leʿAravei Jisraʾel, Qidma weʿAvoda und Chaqlaʾut uFittuach. Die Regierung umfasste siebzehn Minister, davon zwei Minister ohne Geschäftsbereich.
Die Regierung löste sich nach dem Rücktritt von David Ben-Gurion am 6. Dezember 1953 auf.
| Kabinett David Ben-Gurion IV                        | Kabinett David Ben-Gurion IV                                                      | Kabinett David Ben-Gurion IV | Kabinett David Ben-Gurion IV |
| Position                                            | Person                                                                            | Bild                         | Partei                       |
| --------------------------------------------------- | --------------------------------------------------------------------------------- | ---------------------------- | ---------------------------- |
| Ministerpräsident Verteidigungsminister             | David Ben-Gurion                                                                  |                              | Mifleget Poalei Eretz Israel |
| Landwirtschaftsminister                             | Fritz Naphtali                                                                    |                              | Mifleget Poalei Eretz Israel |
| Ministerium für Landesentwicklung                   | Dov Yosef (ab dem 15. Juni 1953)                                                  |                              | Mifleget Poalei Eretz Israel |
| Bildungsminister                                    | Ben-Zion Dinur                                                                    |                              | kein Mitglied der Knesset    |
| Finanzminister                                      | Levi Eschkol                                                                      |                              | Mifleget Poalei Eretz Israel |
| Außenminister                                       | Mosche Scharet                                                                    |                              | Mifleget Poalei Eretz Israel |
| Gesundheitsminister                                 | Josef Sapir (bis zum 29. Dezember 1953) Josef Serlin (nach dem 29. Dezember 1953) |                              | Allgemeine Zionisten         |
| Innenminister                                       | Jisra’el Rokach                                                                   |                              | Allgemeine Zionisten         |
| Justizminister                                      | Pinchas Rosen                                                                     |                              | Progressive Partei           |
| Minister für Arbeit                                 | Golda Meir                                                                        |                              | Mifleget Poalei Eretz Israel |
| Minister für die öffentliche Sicherheit             | Bechor-Schalom Schitrit                                                           |                              | Mifleget Poalei Eretz Israel |
| Postminister                                        | Josef Burg                                                                        |                              | HaPo’el haMisrachi           |
| Minister für Religion Minister für Wohlfahrt        | Chaim-Mosche Schapira                                                             |                              | HaPo’el haMisrachi           |
| Minister für Handel und Industrie                   | Peretz Bernstein                                                                  |                              | Allgemeine Zionisten         |
| Transportminister                                   | Josef Serlin (bis zum 29. Dezember 1953) Josef Sapir (nach dem 29. Dezember 1953) |                              | Allgemeine Zionisten         |
| Minister ohne Geschäftsbereich                      | Dov Yosef (bis zum 15. Juni 1953)                                                 |                              | Mifleget Poalei Eretz Israel |
| Minister ohne Geschäftsbereich                      | Pinchas Lawon                                                                     |                              | Mifleget Poalei Eretz Israel |
| Stellvertretender Bildungsminister                  | Kalman Kahana                                                                     |                              | Poalei Agudat Jisra’el       |
| Stellvertretender Minister für Religion             | Serach Wahrhaftig (ab dem 5. Januar 1953)                                         |                              | HaPo’el haMisrachi           |
| Stellvertretender Minister für Handel und Industrie | Salman Susajew (ab dem 15. Juni 1953)                                             |                              | Allgemeine Zionisten         |
| Stellvertretender Wohlfahrtsminister                | Schlomo Jisra’el Ben Me’ir (ab dem 5. Januar 1953)                                |                              | Geistiges Zentrum            |